# Janina Irmina Lichońska

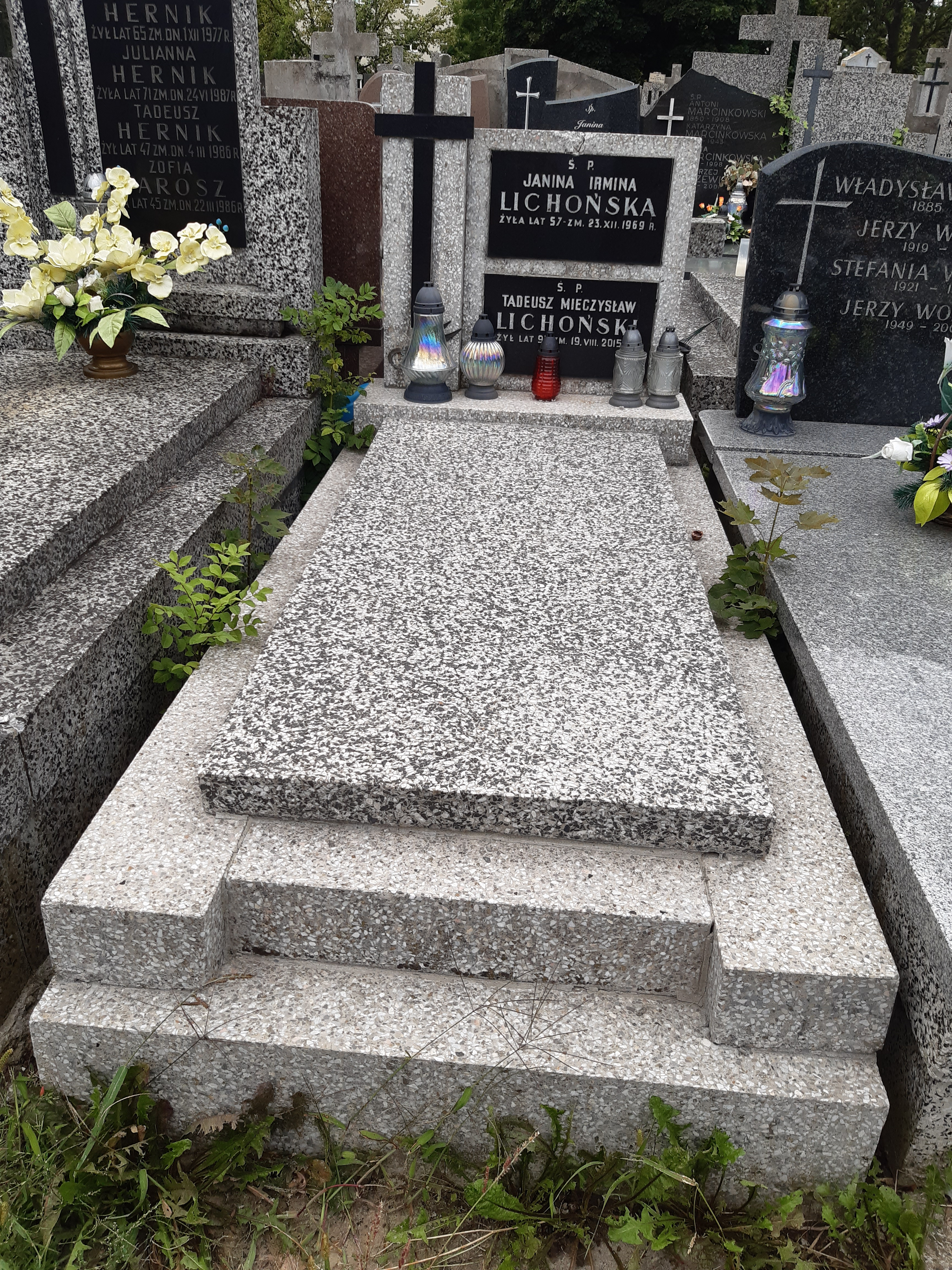
Grób Janiny Lichońskiej na Cmentarzu Wolskim

Janina Irmina Izabela Lichońska de domo Snaglewska (ur. 15 grudnia 1912 w Szadku, zm. 23 grudnia 1969 w Warszawie) – tłumacz i filolog klasyczny.

## Życiorys
Irmina tego imienia używała przez całe życie urodziła się jako córka Franciszka Snaglewskiego (1881-1936), felczera weterynaryjnego. Szkołę podstawową ukończyła przy klasztorze SS Urszulanek w Sieradzu. Uczęszczała następnie do Gimnazjum Koła Polskiej Macierzy Szkolnej, które ukończyła w 1930 z wyróżnieniem. W latach 1930–1935 studiowała filologię klasyczną na Wydziale Humanistycznym Uniwersytetu Warszawskiego, gdzie 28 czerwca 1935 uzyskała tytuł magistra broniąc pracy Religijność rzymska w świetle satyry Juwenalisa. W latach 1935–1937 podjęła studia pedagogiczne, zdając 28 maja 1937 egzamin państwowy na stanowisko nauczyciela szkoły średniej. W okresie II wojny światowej zaangażowała się w akcję nauczania na tajnych kompletach. We wrześniu 1944 została wywieziona wraz z matką i siostrami na roboty przymusowe w okolice Wrocławia. Po wojnie zorganizowała szkołę podstawową w Osterode. 22 kwietnia 1946 wyszła za mąż za Tadeusza Lichońskiego, żołnierza 1 Samodzielnej Brygady Spadochronowej. 1 sierpnia 1947 urodziła syna Macieja Marka. W 1953 została zatrudniona jako redaktor Państwowym Instytucie Wydawniczym w Warszawie, poświęcając 7 lat na edycję "Dzieł Wszystkich" Andrzeja Frycza Modrzewskiego. W latach 1960–1962 pracowała w Zakładzie Nauk o Kulturze Antycznej PAN w Warszawie, a następnie została oddelegowana do Pracowni Słownika Łaciny Średniowiecznej PAN w Krakowie. W latach 1965–1969 była sekretarzem Zarządu Głównego Polskiego Towarzystwa Filologicznego w Krakowie. Zmarła niespodziewanie i nagle w szpitalu Kolejowym w Międzylesiu. Została pochowana na Cmentarzu Wolskim w Warszawie.